# NSB 73 sorozat
Az NSB 73 sorozat egy nagysebességű norvég Bo'2' + 2'2' + 2'Bo' + 2'Bo' tengelyelrendezésű billenőszekrényes villamosmotorvonat-sorozat. 1997 és 1999 között gyártotta az Adtranz. Az NSB üzemelteti.

## Útvonalak
A tényleges menetidők jelentősen hosszabbak, mint a tervezett menetidők. Ennek oka a norvég vasút egyvágányú hálózata. Vonatkereszt csak állomáson lehet, nyílt vonalon nem.
| Viszonylat             | Tervezett menetidő (órában) | Jelenlegi menetidő (órában) |
| ---------------------- | --------------------------- | --------------------------- |
| Oslo–Kristiansand      | 3:50                        | 4:25–4:46                   |
| Kristiansand–Stavanger | 2:20                        | 3:00–3:16                   |
| Oslo–Bergen            | 5:35                        | 6:28–6:41                   |
| Oslo–Trondheim         | 5:30                        | 6:37–6:47                   |
| Oslo–Halden            | nem volt kiszámítva         | 1:43–1:51                   |
| Oslo–Göteborg          | nem volt kiszámítva         | 3:56–4:06                   |